# Seznam států světa podle podílu velkoměstské populace
Velkoměsto se zde myslí jako město nad 10 milionů obyvatel.

## Seznam
| Pořadí | Stát        | Podíl  |
| ------ | ----------- | ------ |
| 1      | Jižní Korea | 48,58% |
| 2      | Japonsko    | 39,84% |
| 3      | Argentina   | 31,71% |
| 4      | Filipíny    | 21,28% |
| 5      | Mexiko      | 20,91% |
| 6      | Pákistán    | 19,35% |
| 7      | Egypt       | 19,23% |
| 8      | Írán        | 17,85% |
| 9      | Turecko     | 17,81% |
| 10     | Brazílie    | 17,26% |
| 11     | Francie     | 15,87% |
| 12     | USA         | 13,33% |
| 13     | Pákistán    | 10,32% |
| 14     | Rusko       | 9,93%  |
| 15     | Bangladéš   | 9,52%  |
| 16     | Nigérie     | 7,74%  |
| 17     | Indonésie   | 6,47%  |
| 18     | Indie       | 5,64%  |
| 19     | Čína        | 4%     |